# Grep
Se även grep (program).

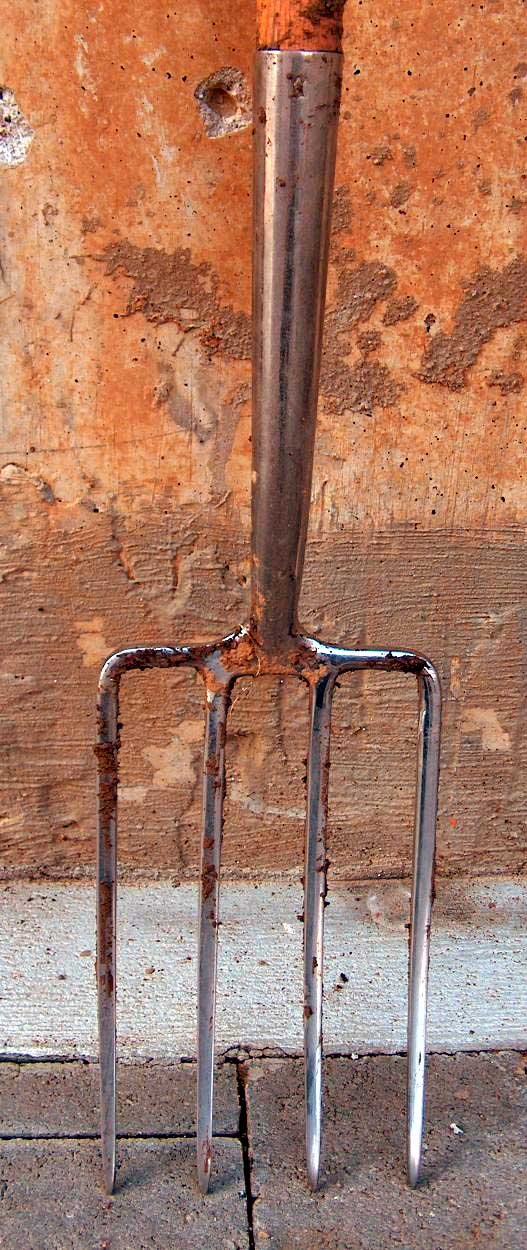
Grep

Grep är ett gaffelformigt redskap som används vid bland annat lassning av hö, spridning av gödsel och potatisupptagning. Det finns flera olika sorters grepar anpassade för sina specifika användningsområden. 
Ordet "grep" är belagt i svenska språket sedan senare hälften av 1400-talet.

## Grävgrep
Grävgrepen har breda gafflar så att den går att använda för grävning. Grepen är lämplig att använda när man gräver i hårt packad jord eller där det finns stenar och annat som gör det svårt att skära igenom jorden med en spade och där jorden håller ihop så pass bra att det räcker med 4-5 gafflar under jordbiten för att den ska hålla ihop när man lyfter upp den.

## Andra grepar
Högaffel (vilka kan ha olika många klor beroende på avsedd tillämpning).
Ensilagegrep (inkl. stallgrep, vilka har många smala täta klor).
Gödselgrep (som oftast har flera men enstaka klor och används istället för spade då redskapet dels är lättare samt gödsel kan fastna på spadyta och göra den svårarbetad).